# سنتسون اویتسناوا

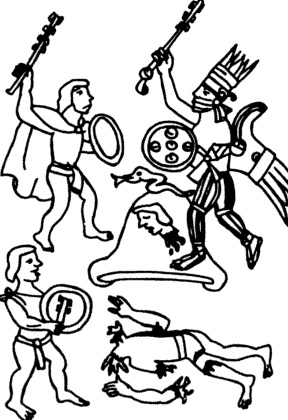
اویتسوپوچتلی، سنتسون اویتسناواها را می‌کُشد، تصویر از مستندات فلورانس

در اسطوره‌شناسی آزتک، سنتسون اویتسناوا (یا سنتزون هویتسناواها)، خدایان ستارگان جنوبی بودند. آن‌ها پسران سن بالاتر و شیطان صفت کواتلیکوئه به‌شمار می‌آمدند و کویول شاوکی هم، خواهر آن‌ها محسوب می‌شد. آن‌ها در همراهی با خواهرشان تلاش کردند که مادر خویش (کواتلیکوئه) را به قتل برسانند، چراکه آموخته بودند که این بارداری به تولد اویتسوپوچتلی منجر خواهد شد؛ بدین ترتیب اینان طرح خود را هنگامی که برادرشان اویتسوپوچتلی به دنیا آمد، عملی کردند، اما اویتسوپوچتلی به شکلی ناگهانی از رحم کواتلیکوئه خارج شد، در حالیکه به‌طور کامل رشد کرده بود و برای نبرد مسلح بود. وی به محض تولد همه آن‌ها را به قتل رسانید.
سنتسون اویتسناواها، خدایان ستارگان جنوبی هستند و با عنوان «چهارصد جنوبی» نیز شناخته می‌شوند. در مقابل آنان، سنتسون میمیکسکوا قرار می‌گیرند که خدایان ستارگان شمالی به‌شمار می‌آیند.
سنستون اویتسناوا، برادران کویول شاوکی بودند که او را همراهی می‌کردند. نام سنتسون اویتسناوا، به معنای چهارصد یا تعداد بی‌شماری جنوبی است، که به لحاظ مضمونی با چهارصد ایزد پولکهٔ آزتک مرتبط است.
اویتسلوپوچتلی پس از به قتل رسانیدن کویول شاوکی، سنتسون اویتسناوا را در اطراف کواتپک تعقیب می‌کند و تعداد زیادی از برادران ناتنی خود را نیز، به قتل می‌رساند. در این میان فقط تعداد معدودی از سنتسون اویتسناواها موفق می‌شوند که از مهلکه فرار کرده و به جنوب بگریزند.